# Goran Vujević
Goran Vujević (em sérvio:  Горан Вујевић ; Cetinje, 27 de fevereiro de 1973) é um jogador de voleibol montenegrino, naturalizado sérvio, que competiu em três edições de Jogos Olímpicos, conquistando uma medalha de ouro e uma de bronze.

## Carreira
Desde sua primeira conquista internacional, a medalha de bronze no Campeonato Europeu de 1995, Vujević se caracteriza tanto pela potência no ataque quanto pela boa recepção, o que lhe rendeu os prêmios de melhor sacador e melhor receptor na Liga Mundial de 2000.
Disputou sua primeira Olimpíada na edição de 1996, em Atlanta, quando a então seleção da Iugoslávia conquistou a medalha de bronze derrotando a Rússia por 3 sets a 1. Na edição seguinte, em Sydney 2000, esteve novamente representando a Iugoslávia que chegou a final do torneio olímpico após vencer a favorita Itália nas semifinais, conquistando a inédita medalha de ouro após vitória sobre os russos.
Sua última aparição em Jogos Olímpicos foi em Atenas 2004, onde a seleção da Sérvia e Montenegro foi eliminada nas quartas-de-final pela Rússia.
A nível de clubes jogou basicamente toda a sua carreira na Itália, e desde a temporada 2011–12 integra a equipe do Sir Safety Perugia, quando ajudou a equipe a retornar a Série A1 do Campeonato Italiano.